# Маргарита Анжуйска
Маргарита Анжуйска, известна и като Маргарет д'Анжу (на френски: Marguerite; 23 март 1430 – 25 август 1482), е анжуйска принцеса, станала съпруга на английския крал Хенри VI. Една от основните фигури в серията от граждански войни в Англия, известни като Война на розите, тя понякога лично оглавява Ланкастърската кауза.